# Palstave
Un palstave o paalstab és un tipus de destral de bronze primitiu. Era comú en l'edat de bronze mitjà al nord, oest i sud-oest d'Europa.
En termes tècnics, tot i que les definicions precises difereixen entre si, en general es considera que una destral és un palstave si és empunyada per mitjà d'un mànec de fusta en forma de forca, assegurada amb brides i fixada a la part superior. La fulla de la destral és molt més gruixuda en el costat de tall, en lloc de al costat del mànec. Per això, la destral és molt similar, però diferent, de les primitives «destrals amb brides».
Les palstaves es fabricaven ficant bronze fos en motlles bivalves fets d'argila o pedra.
L'arqueòleg John Evans (1823-1909) va popularitzar el terme «palstave» a l'anglès després que els arqueòlegs danesos agafessin prestat el terme «paalstab» de l'islandès. Confusament, el paalstab no és una destral, sinó una eina d'excavació. No obstant això, el terme s'havia tornat tan comú entre els arqueòlegs alemanys i escandinaus que Evans va pensar que era millor seguir l'exemple.